# Новое Исаково (Татарстан)
Новое Исаково — деревня в Бугульминском районе Татарстана. Входит в состав Староисаковского сельского поселения.

## География
Находится в юго-восточной части Татарстана на расстоянии приблизительно 12 км на юго-восток по прямой от районного центра города Бугульма.

## История
Основана в первой половине XIX века.

## Население
Постоянных жителей было: в 1859—193, в 1889—112, в 1910—220, в 1920—197, в 1926—269, в 1938—214, в 1949—172, в 1958—106, в 1970—106, в 1979—106, в 1989 — 77, в 2002 году 84 (русские 68 %, татары 26 %), в 2010 году 74.